# Spindelgröppa
Spindelgröppa (Leucogyrophana romellii) är en svampart som beskrevs av Ginns 1978. Enligt Catalogue of Life ingår Spindelgröppa i släktet Leucogyrophana,  och familjen Hygrophoropsidaceae, men enligt Dyntaxa är tillhörigheten istället släktet Leucogyrophana,  och familjen Coniophoraceae. Arten är reproducerande i Sverige. Inga underarter finns listade i Catalogue of Life.